# أوقستو غاما
أوقستو غاما هو لاعب كرة قدم برتغالي، ولد في 26 يناير 1970. شارك مع منتخب البرتغال تحت 18 سنة لكرة القدم ومنتخب البرتغال تحت 21 سنة لكرة القدم. أما مع النوادي، فقد لعب مع سبورتينغ براغا ونادي ريو أفي.

## وصلات خارجية
- أوقستو غاما على موقع قاعدة بيانات كرة القدم.إي يو (الإنجليزية)